# Isoparce
Eupyrrhoglossum là một chi bướm đêm thuộc họ Sphingidae.

## Các loài
- Isoparce cupressi - (Boisduval, [1875])
- Isoparce broui - Eitschberger, 2001